# جیمز کالفیلد
جیمز کالفیلد (انگلیسی: James Caulfeild; ۳۰ ژانویهٔ ۱۷۸۲ – ۴ نوامبر ۱۸۵۲) نظامی و سیاستمدار اهل پادشاهی متحد بریتانیای کبیر و ایرلند بود.
کالفیلد در سال ۱۷۹۸ به عنوان دانشجوی دانشکده افسری به ارتش بنگال کمپانی هند شرقی پیوست و در ۱۰ سپتامبر ۱۷۹۹ وارد هند شد. او در ۱۳ ژوئن ۱۸۰۰ به عنوان کورنت منصوب شد و در ژوئن ۱۸۰۱ به پنجمین سواره نظام بومی منصوب شد. در ۱۱ مارس ۱۸۰۵ به درجه ستوان ارتقا یافت، اما از ۱۵ سپتامبر ۱۸۰۷ تا ۲۱ ژانویه ۱۸۱۲ به دلیل بیماری مرخصی استعلاجی گرفت. در بازگشت به هند، از ۱۸۱۲ تا ۱۸۱۴ در گارد محافظ فرماندار کل خدمت کرد. در سال‌های ۱۸۱۷ تا ۱۸۱۸ در پنجمین سواره نظام بومی در جنگ سوم آنگلو-ماراتا و علیه پینداری‌ها خدمت کرد و در طی آن به درجه سروانی ارتقا یافت و به سرتیپ نیروی تابعه ناگپور منصوب شد.
در سال ۱۸۱۹، کالفیلد به عنوان دستیار اول مقیم بریتانیا در ایندور منصوب شد و پس از آن فعالیت حرفه‌ای او در خدمات سیاسی کمپانی هند شرقی بود.  او از سال ۱۸۲۲ تا ۱۸۳۲ نماینده سیاسی در هاروتی (سرزمین‌های بوندی و کوتا در آژانس راجپوتانا) بود، سپس در سال ۱۸۳۶ سرپرست شاهزادگان میسور شد، قبل از اینکه در سال ۱۸۳۹ به عنوان مقیم در لکهنو منصوب شود. در همین حال، دوران نظامی او با افزایش سن پیشرفت کرد: کاپیتان هنگ ۱۸۱۸، سرگرد ۱۸۲۳، سرهنگ دوم ۱۸۲۹، سرهنگ بروت ۱۸۳۴. در سال ۱۸۳۱ به او نشان سی‌بی اعطا شد. او کتاب «مشاهداتی در مورد اداره هند، مدنی و نظامی ما» (کلکته، ۱۸۳۱) را منتشر کرد.
کالفیلد در سال ۱۸۴۱ به عنوان مرخصی اجباری هند را ترک کرد و هرگز بازنگشت.  او که در سال ۱۸۴۱ به درجه سرلشکری و در سال ۱۸۵۱ به درجه سپهبدی ارتقا یافت، از سال ۱۸۴۸ تا ۱۸۵۱ مدیر شرکت هند شرقی بود و برای مجلس نامزد شد، اما در سال‌های ۱۸۴۵ و ۱۸۴۷ برای کرسی ابینگدون رقابت ناموفقی داشت تا اینکه سرانجام در ژوئیه ۱۸۵۲ آن را به دست آورد. با این حال، دوران نمایندگی کالفیلد به عنوان نماینده مجلس کوتاه بود، زیرا او در ۴ نوامبر ۱۸۵۲ در کاپسوود، پالاسکنری، کانتی لیمریک درگذشت.